# Omakaitse
El Omakaitse ('Guardia Nacional') era una organización de milicias en Estonia. Fue fundada en 1917 tras la Revolución Rusa. En vísperas de la ocupación de Estonia por el imperio alemán, las unidades de Omakaitse se hicieron cargo de las principales ciudades del país permitiendo al Comité de Salvación de la Asamblea Provincial de Estonia proclamar la independencia de Estonia. Después de la ocupación alemana, el Omakaitse quedó fuera de la ley. 
La Liga de Defensa de Estonia se disolvió en 1940 después de la ocupación soviética de Estonia.
El Omakaitse fue restablecido durante la Operación Barbarroja en 1941 por los hermanos del Bosque que tomaron el control del país antes de que llegaran las tropas alemanas, permitiendo a Jüri Uluots establecer un consejo de coordinación en Tartu para proclamar el gobierno provisional de Estonia. Los alemanes disolvieron el gobierno provisional pero permitieron las unidades armadas en Omakaitse después de que Estonia se convirtiera en parte del Reichskommissariat Ostland ocupado por los alemanes. Durante la Segunda Guerra Mundial, Omakaitse existió del 3 de julio de 1941 al 17 de septiembre de 1944 en el Frente Oriental.

## Antecedentes
El Omakaitse era una organización única en el contexto del Frente Oriental, ya que en Letonia, que de otro modo compartía un destino común con Estonia, no había una organización de este tipo.

## Formación y Guerra de verano
La Liga de Defensa de Estonia no dejó de existir por completo después de ser cerrada durante la ocupación soviética en el verano de 1940. Sus miembros escondieron algunas de las armas, pero se hizo por iniciativa propia y solo en unos pocos lugares. Mantuvieron la comunicación, se organizaron audiencias comunes de estaciones de radio extranjeras, así como debates sobre asuntos mundiales y perspectivas futuras.
Después de la deportación de junio de 1941 y el estallido de la guerra entre Alemania y la Unión Soviética, los exmiembros de la Liga de Defensa y otros civiles formaron grupos partisanos en el bosque llamados hermanos del bosque. A medida que los enfrentamientos con el 8.º Ejército soviético en retirada, los batallones de destrucción y el NKVD se intensificaron en la Guerra de Verano, los grupos partisanos se formaron en Omakaitse de municipios y regiones rurales. La formación de estructuras en todo el condado comenzó justo después de la llegada del 18.º Ejército alemán. La primera organización de este tipo se creó el 3 de julio de 1941 en la ciudad de Kilingi-Nõmme. Incluía las unidades de Omakaitse y los hermanos del bosque de los municipios rurales. 
El condado de Pärnu Omakaitse se formó el 8 de julio, después de que el 18.º Ejército tomara la ciudad de Pärnu. Las organizaciones Omakaitse de todo el condado de Valga, Petseri, Võru, Tartu, Viljandi se formaron en días posteriores. 9.175 tropas de Omakaitse atacaron a las fuerzas soviéticas en retirada. La batalla de Tartu duró dos semanas y destruyó una gran parte de la ciudad. Bajo el liderazgo del mayor Friedrich Kurg, los Omakaitse expulsaron a los soviéticos de Tartu, detrás de los ríos Pärnu y Emajõgi, asegurando el sur de Estonia bajo el control de Estonia antes del 10 de julio.

## Ocupación alemana
Después de la llegada de las tropas del 18.º Ejército, las organizaciones Omakaitse quedaron subordinadas a los comandantes de campo locales de la Wehrmacht. Esto sucedió en Pärnu el 10 de julio, en Tartu el 11 de julio, en Valga el 12 de julio y en Võru el 14 de julio. Las unidades Omakaitse se disolvieron el 29 de julio de 1941 por orden del Grupo de Ejércitos Norte de Alemania. De forma voluntaria, las formaciones fueron convocadas una vez más el 2 de agosto de 1941 bajo el nombre del estonio Omakaitse. La organización Omakaitse de Tallin se formó el 28 de agosto y más tarde en la isla Saaremaa. Los miembros fueron seleccionados inicialmente de los círculos de amigos más cercanos. Más tarde, se pidió a los miembros candidatos que firmaran una declaración de que no eran miembros de una organización comunista. El Omakaitse de Estonia se basó en las antiguas regulaciones de la Liga de Defensa de Estonia y el Ejército de Estonia, en la medida en que eran consistentes con las leyes de ocupación alemana. Las tareas del Omakaitse fueron las siguientes: 
1. defensa de la costa y las fronteras;
2. lucha contra paracaidistas, sabotaje y espionaje;
3. guardando objetos militarmente importantes;
4. lucha contra el comunismo;
5. asistencia a la Policía Auxiliar de Estonia y garantía de la seguridad general de los ciudadanos;
6. Brindar asistencia en caso de accidentes a gran escala (incendios, inundaciones, enfermedades, etc.);
7. proporcionando entrenamiento militar para sus miembros y otros ciudadanos leales;
8. profundizando y preservando los sentimientos patrióticos y nacionales de los ciudadanos.[8]

El 15 de julio, el Omakaitse tenía 10.200 miembros, el 1 de diciembre de 1941, 40.599 miembros. Hasta las movilizaciones de febrero de 1944, la membresía era de aproximadamente 40.000. Aproximadamente 1.000-1.200 hombres de Omakaitse (2.5-3%) estuvieron directamente involucrados en actos criminales, participando en la redada, custodia o asesinato de 400-1000 romaníes y 6000 judíos en los campos de concentración de la región de Pskov en Rusia. y los campamentos de Jägala, Vaivara, Klooga y Lagedi en Estonia. Protegidos, entre otros, por el pequeño porcentaje de Omakaitse, 15.000 prisioneros de guerra soviéticos murieron en Estonia, algunos de ellos por negligencia y maltrato y otros ejecutados. 
El Omakaitse de Estonia siguió siendo una organización voluntaria de defensa territorial hasta el 2 de octubre de 1943, cuando el gobierno títere de Estonia ('Autoadministración') emitió un reglamento con respecto a llamar a la población masculina al Servicio de la Guardia Nacional. Se hizo obligatorio para los hombres de 17 a 45 años convertirse en miembros de la Omakaitse. La regulación del 29 de enero de 1944 hizo que la membresía en el Omakaitse fuera obligatoria para los hombres de entre 17 y 60 años y no se vean afectados por la movilización general. Los batallones de combate consistían en hombres que, por razones de salud o para su edad, no fueron movilizados a las Fuerzas Armadas alemanas. La mayoría de los hombres vestían ropa civil, pero estaban obligados a usar brazaletes con distintivos distintivos. Su entrenamiento fue incompleto y estaban armados con viejos fusiles británicos, alemanes y rusos y ametralladoras ligeras y pesadas de la Primera Guerra Mundial  Por lo tanto, los batallones territoriales de Omakaitse se desplegaron en las tareas de guardacostas del lago Peipus y en sectores insignificantes del frente. Sin embargo, en defensa de la línea del río Väike Emajõgi contra la ofensiva soviética de Tartu en agosto-septiembre y la ofensiva de Riga en septiembre de 1944, algunos de los batallones se involucraron en serias operaciones de combate. Cuando el Grupo de Ejércitos Norte comenzó a retirarse de Estonia continental, la mayoría de los miembros de Omakaitse regresaron a sus hogares. Sin embargo, los miembros que fueron evacuados a Alemania fueron enviados a la 20.ª División de Granaderos Waffen de las SS (1.ª estonia)